# Вельможка
Вельможка — село в Гавриловском районе Тамбовской области России. Входит в состав Гавриловского 2-го сельсовета.

## География
Село находится в восточной части Тамбовской области, в лесостепной зоне, в пределах Приволжской возвышенности, на правом берегу реки Вороны, на расстоянии примерно 7 километров (по прямой) к юго-востоку от села Гавриловка 2-я, административного центра района. Абсолютная высота — 185 метров над уровнем моря.

### Климат
Климат умеренно континентальный, относительно сухой, с холодной продолжительной зимой и тёплым летом. Средняя температура воздуха самого холодного месяца (января) — −11,3 °C (абсолютный минимум — −43 °C); самого тёплого месяца (июля) — 19,7 °C (абсолютный максимум — 39 °С). Среднегодовое количество атмосферных осадков составляет около 500 мм. Продолжительность залегания снежного покрова составляет в среднем 140 дней.

### Часовой пояс
Село Вельможка, как и вся Тамбовская область, находится в часовой зоне МСК (московское время). Смещение применяемого времени относительно UTC составляет +3:00.

## Население
| 2002 | 2010 |
| ---- | ---- |
| 112  | ↘68  |

### Половой состав
По данным Всероссийской переписи населения 2010 года в гендерной структуре населения мужчины составляли 54,4 %, женщины — соответственно 45,6 %.

### Национальный состав
Согласно результатам переписи 2002 года, в национальной структуре населения русские составляли 95 % из 112 чел.